# ۱۴ فروردین
۱۴ فروردین چهاردهمین روز از سال در گاه شماری خورشیدی است. به پایان سال ۳۵۱ روز (۳۵۲ روز در سال کبیسه) مانده‌است.

## رویدادها
- ۱۳۷۹ - رقابت ۱۴ فروردین ۱۳۷۹ تیم ملی فوتبال ایران با تیم ملی فوتبال سوریه در جام ملت‌های آسیا ۲۰۰۰
- ۱۳۹۷ - حادثه کافه نوارس اهواز
- بازگشایی دوباره مدارس در ایران

## زادروزها
- ۱۲۸۱ - ابوالحسن صبا، موسیقی‌دان
- ۱۲۹۹ - احسان یارشاطر، زبان‌شناس
- ۱۳۱۵ - نادر ابراهیمی، داستان‌نویس
- ۱۳۲۱ - کامران داروغه، نوازنده کمانچه
- ۱۳۳۲ - عبدالرضا اکبری، بازیگر
- ۱۳۳۳ - رخشان بنی‌اعتماد، کارگردان و فیلمنامه‌نویس
- ۱۳۳۵ - فتانه، خواننده
- ۱۳۴۱ - آزیتا قهرمان، نویسنده و مترجم
- ۱۳۵۱ - ژاله صامتی، بازیگر
- ۱۳۶۹ - کریم انصاری‌فرد، بازیکن فوتبال
- ۱۳۷۱ - نور پهلوی، از فرزندان رضا پهلوی و یاسمین پهلوی
- ۱۳۸۸ پریا داوودی یک دختر ایرانی

## درگذشتگان
- ۱۲۹۹ - شیدای گراشی، شاعر
- ۱۳۶۵ - سید محمدکاظم شریعتمداری، از مراجع تقلید شیعه
- ۱۳۷۷ - احمد آرام، نویسنده
- ۱۳۷۹ - عباس سحاب، جغرافی‌دان
- ۱۳۸۱ - احمد بیرشک، ریاضی‌دان
- ۱۳۸۴ - کامران داروغه، نوازنده کمانچه
- ۱۳۸۹ - رضا کرم‌رضایی، بازیگر
- ۱۳۹۶ - فرامرز شهنی، بازیگر
- ۱۳۹۹ - ثریا قزل‌ایاغ، نویسنده
- ۱۴۰۱ - آرش آقایی، جودوکار
- ۱۴۰۴ - حسینعلی نیری، قاضی